# Noorse kampioenschappen veldrijden
De Noorse kampioenschappen veldrijden zijn een jaarlijks terugkerende veldrit wedstrijd die nog maar sinds eind 2015 georganiseerd wordt, om aan te duiden wie er kampioen van Noorwegen wordt.

## Palmares

### Mannen
- 2015/2016 : Fredrik Haraldseth
- 2016/2017 : Erik Nordsæter Resell
- 2017/2018 : Tobias Halland Johannessen
- 2018/2019 : Tobias Halland Johannessen

### Vrouwen
- 2015/2016 : Elisabeth Sveum
- 2016/2017 : Elisabeth Sveum
- 2017/2018 : Elisabeth Sveum
- 2018/2019 : Ingrid Moe

Kampioenschappen:  Wereldkampioenschappen ·
 Europese kampioenschappen ·
 Pan-Amerikaanse kampioenschappen
 België ·
 Canada ·
 Denemarken ·
 Duitsland ·
 Finland ·
 Frankrijk ·
 Hongarije ·
 Ierland ·
 Italië ·
 Japan ·
 Kroatië ·
 Luxemburg ·
 Nederland ·
 Nieuw-Zeeland ·
 Noorwegen ·
 Oostenrijk ·
 Polen ·
 Servië ·
 Slowakije ·
 Spanje ·
 Tsjechië ·
 Verenigd Koninkrijk ·
 Verenigde Staten ·
 Zweden ·
 Zwitserland
Klassementen:  Wereldbeker ·
 Superprestige ·
 X²O Badkamers Trofee ·
 HSF System Cup ·
 USCX Series ·
 Coupe de France ·
 National Trophy Series ·
 Giro d'Italia Ciclocross ·
 Copa de España ·
 New England Series ·
 Swiss Cyclocross Cup
Overig:  Exact Cross
Voormalig:  EKZ CrossTour ·  Rectavit Series ·  US Cup